# Nashe Radio
Nashe Radio (en ruso: Наше радио, Nuestra Radio) es una estación de radio de música rock rusa. Fue diseñada para promover a las bandas de rock rusas. Nashe Radio tiene su sede en Moscú y se transmite en todas las principales ciudades rusas, así como a través de internet. Fue fundada en 1998 por el exproductor de Radio Maximum, Mijaíl Kozyrev.
Las bandas populares emitidas en Nashe Radio incluyen Leningrad, Zemfira, Mélnitsa, Kinó, Splean, Bi-2 y muchas otras, incluidas bandas ucranianas y bielorrusas que también cantan en ruso. El estilo musical abarca desde el pop rock hasta el heavy metal hasta el folk rock y el reggae, pero la corriente principal de Nashe Radio es el rock clásico de estilo de la década de 1980 y el pop punk moderno.
Nashe Radio organiza el festival anual de rock al aire libre más grande de Rusia, Nashestvie. Se lleva a cabo desde 1999, con la notable excepción de 2007, y por lo general atrae de 50,000 a 100,000 espectadores.
A partir de septiembre de 2017, la transmisión se realiza en docenas de ciudades en Rusia, así como en Kazajistán y Finlandia.